# 熊偉 (萬曆進士)
熊偉（16世紀—1600年），字子奇，號慎吾，河南汝寧府商城縣人。明朝政治人物。

## 生平
戊辰（官年）八月十二日生。幼颖异，九岁能文，十四补弟子员，萬曆十年（1582年）中式壬午科河南鄉試第六十六名舉人，杜门著述，不与外事。萬曆二十三年（1595年）登乙未科會試第二百七十四名，廷試三甲第一百二十五名進士。禮部觀政，二十四年二月授山西陽城縣知縣，興利剔弊，爱民如子。衙胥田王用㥜舞弊为邑害，伟立毙之，一境肃然。萬曆二十八年庚子以疾卒于官，櫬归之日，惟图籍数卷而已，崇祀阳城名宦、邑乡贤。

## 家族
曾祖熊孟山。祖熊资。父熊應奎，增廣生。母张氏。具庆下。弟仕、健、俊。娶廖氏。子熊奮渭、熊腾渭。